# Nils Fontell
Nils Daniel Fontell, född 10 maj 1901 i Tammerfors, död 10 januari 1980 i Helsingfors, var en finländsk fysiker. 
Fontell tjänstgjorde ursprungligen som assistent hos kemisten Artturi Virtanen vid Valios laboratorium, men övergick därefter till fysik. Han var under en tid lärare i matematik vid finska normallyceet i Helsingfors och blev därefter assistent i tillämpad fysik hos Jarl Axel Wasastjerna. Han blev filosofie doktor 1931 på en avhandling om joners rörlighet under påverkan av elektriska fält i olika gasblandningar. De svaga elektriska strömmarna mättes med en apparat i hög grad liknade senare tiders jonisationskammare. Han var en skicklig experimentalist och undersökte blandkristallers egenskaper med en differentialkalorimeter, en metod som användes under lång tid efter att den införts av honom. Han skrev även en lärobok i termodynamik, som användes under många år. Han var professor i fysik vid Helsingfors universitet 1942–1968 och under nästan hela denna tid även prefekt för universitetets fysikaliska institution. Han hade stor betydelse för den finländska fysikens utveckling under 1960-talet. Han deltog i grundandet av Suomen fyysikkoseura och tidskriften Arkhimedes.